# سیارک ۲۳۷۵۹
سیارک ۲۳۷۵۹ (به انگلیسی: 23759 Wangzhaoxin، نامگذاری:1998KS56) بیست و سه هزار و هفتصد و پنجاه و نهمین سیارک کشف شده‌است که در ۲۲ مه ۱۹۹۸ کشف شد.
قدر مطلق سیارک برابر ۸.۹ است.